# Wijnaldum (plaats)
Wijnaldum (Fries: Winaam) is een dorp in de Nederlandse gemeente Harlingen in het noordwesten van de provincie Friesland. De plaats ligt tussen Harlingen en Sexbierum, niet ver van de Waddenzee. In 2023 telde het dorp 485 inwoners. Bij Wijnaldum werd de zogenaamde Fibula van Wijnaldum, een Middeleeuwse mantespeld, gevonden.

## Geografie
Binnen het dorpsgebied ligt de buurtschap Voorrijp en een klein, onbewoond deel van de buurtschap Roptazijl. De Nieuwe encyclopedie van Fryslân uit 2016 noemde Roptazijl niet, maar vermelde wel Lutkeburen en Hornestreek als buurtschappen. Lutkeburen is een buurtje binnen de bebouwde kom van het dorp en wordt al sinds 1930 niet meer vermeld op kaarten. Hornestreek is een streek bestaande uit verschillende voormalige buurtschappen. Aan de Winamerdyk ligt een buurtje binnen de kom van Wijnaldum en het gebied aan de Waddenzee wordt ook wel Haule genoemd.
Wijnaldum ligt tussen de N393 en de A31

## Geschiedenis
Het dorp is een terpdorp en ligt aan het einde van een kwelderwal langs de Riedslenk, later deel van de Sexbierumervaart. De oudste vermelding dateert van de 13e eeuw, toen de plaats als Wynaldum werd vermeld, daarna varianten als Wynaldum, Wynaldem en Wynalden. In 1579 kwam Winaem en in 1718 Wynaam voor.
De plaatsnaam verwijst naar de woonplaats: "heem/um" van de persoon Winald. Het dorp groeide langzaam in de 19e en 20e eeuw.
Tot de gemeentelijke herindeling op 1 januari 1984 behoorde Wijnaldum tot de per die datum opgeheven gemeente Barradeel.

## Archeologisch onderzoek
Op een van de terpen van Wijnaldum, meer precies de Terp Tjitsma, werd in 1953 door een boer de zogenaamde fibula van Wijnaldum (een mantelspeld) opgegraven. Deze vondst was het begin van een archeologisch onderzoek, waaruit bleek dat Wijnaldum en Voorrijp al in de 7e eeuw belangrijke vestigingen waren.
Verder archeologisch onderzoek toonde aan dat er in Wijnaldum in die tijd een hoofdgebouw stond met ateliers van ambachtslieden: goud- en zilversmeden, bronsgieters, glas- en barnsteenbewerkers, wevers, een wapensmid etc. Tevens werd er onder meer een dirham (Arabische zilveren munt) aangetroffen die verwerkt was in een ander sieraad dat er werd gevonden. Mogelijk is die laatste via handel door Vikingen daar terechtgekomen.

## Kerk
De Andreaskerk is een gebouw van de hervormde kerk. De oude stompe toren stortte in de nacht van 24 op 25 juni 1684 door ouderdom in. De preekstoel uit 1729 is opvallend wegens het sierlijke houtsnijwerk. Tegen de noordkant van de kerk zijn nog de overblijfselen zichtbaar.

## Cultuur
Het dorp heeft een dorpshuis en koorvereniging Sjonggroep Waadwyn, deze ontstond door de fusie van wee zangkoren uit Ried en Wijnaldum. Verder verschijnt vier keer per jaar dorpskrant It Fuottenein (Het voeteneind).

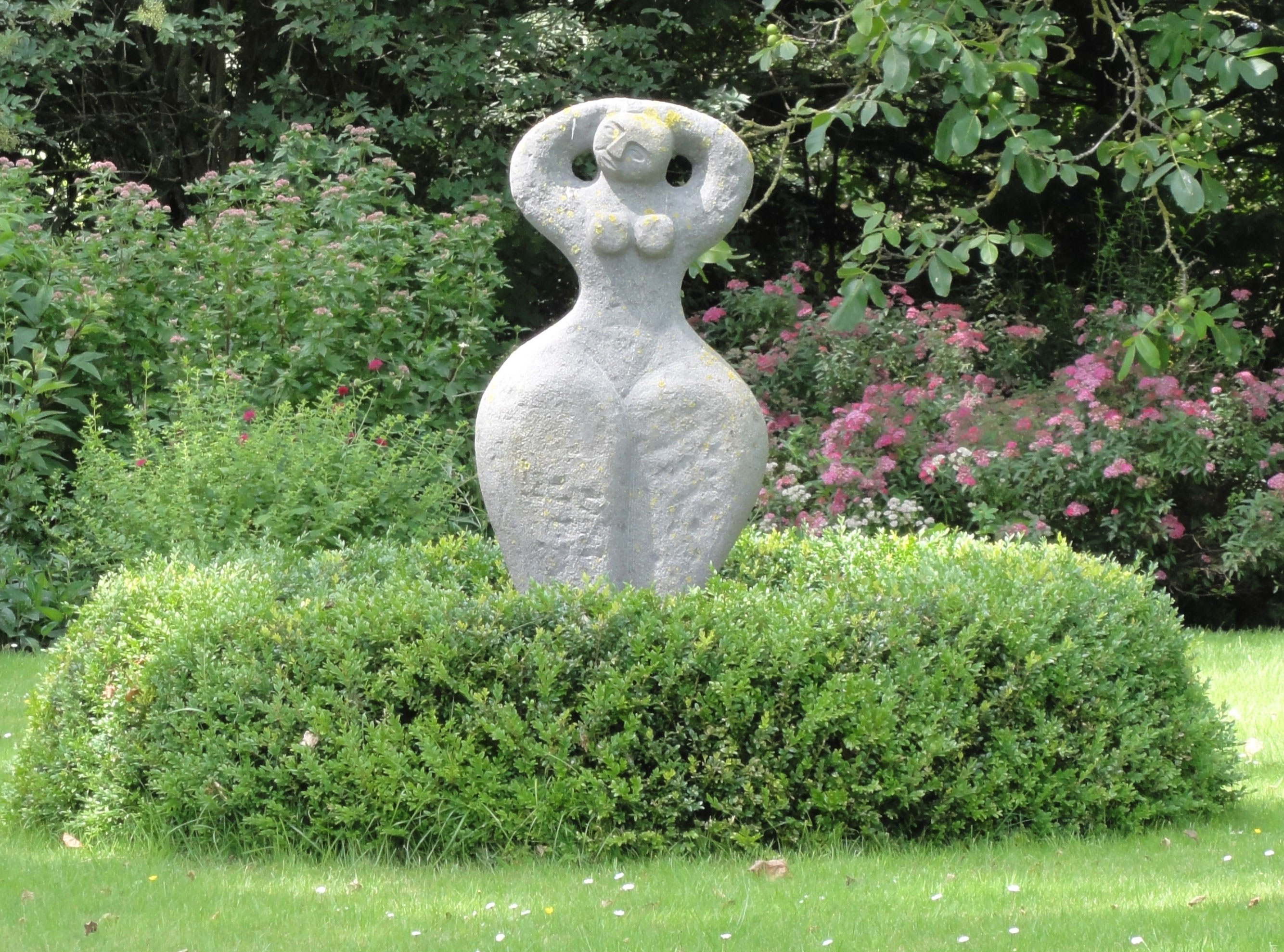
Beeld van Anske de Boer
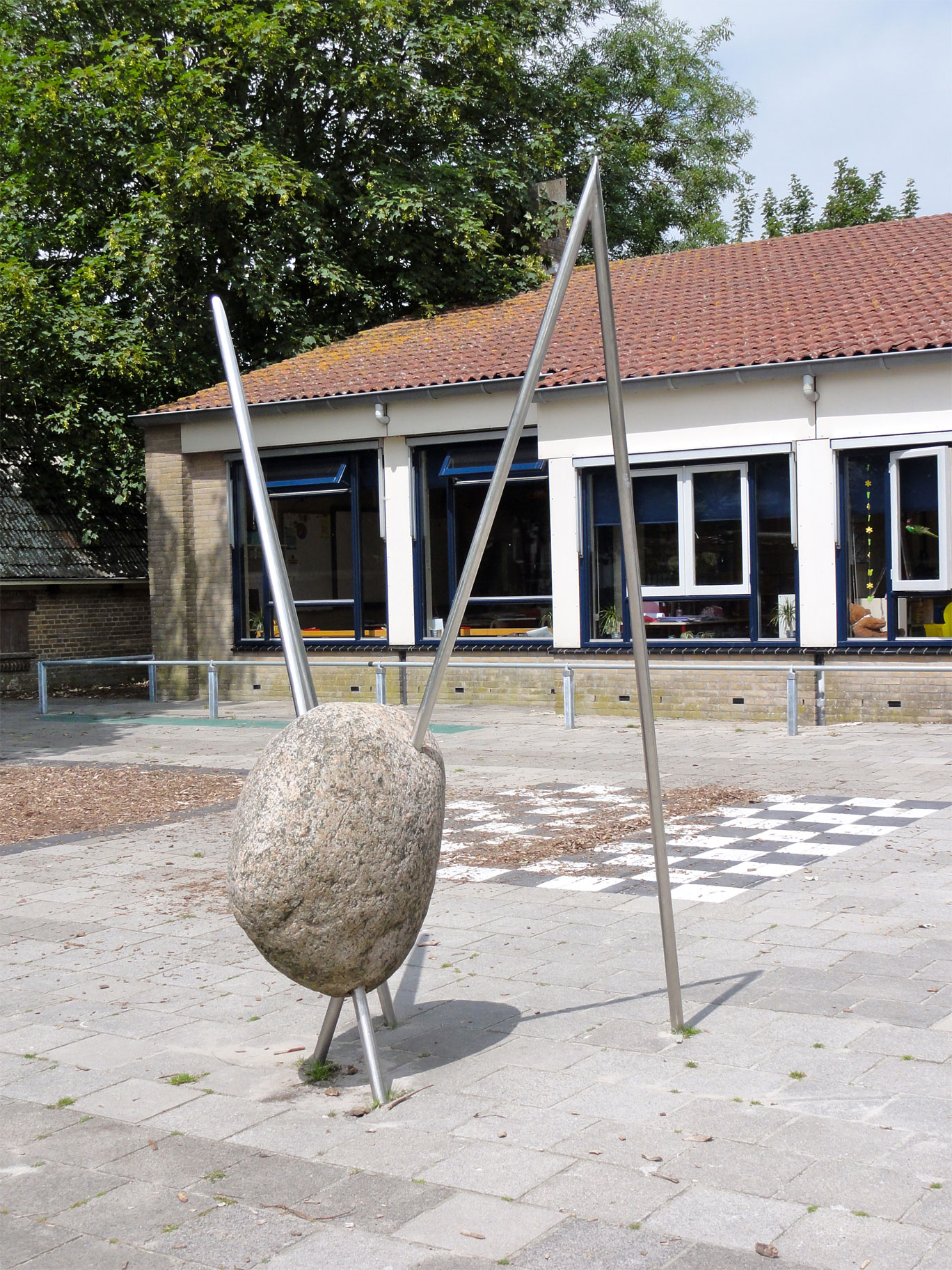
Winamer Kat door André van der Linden
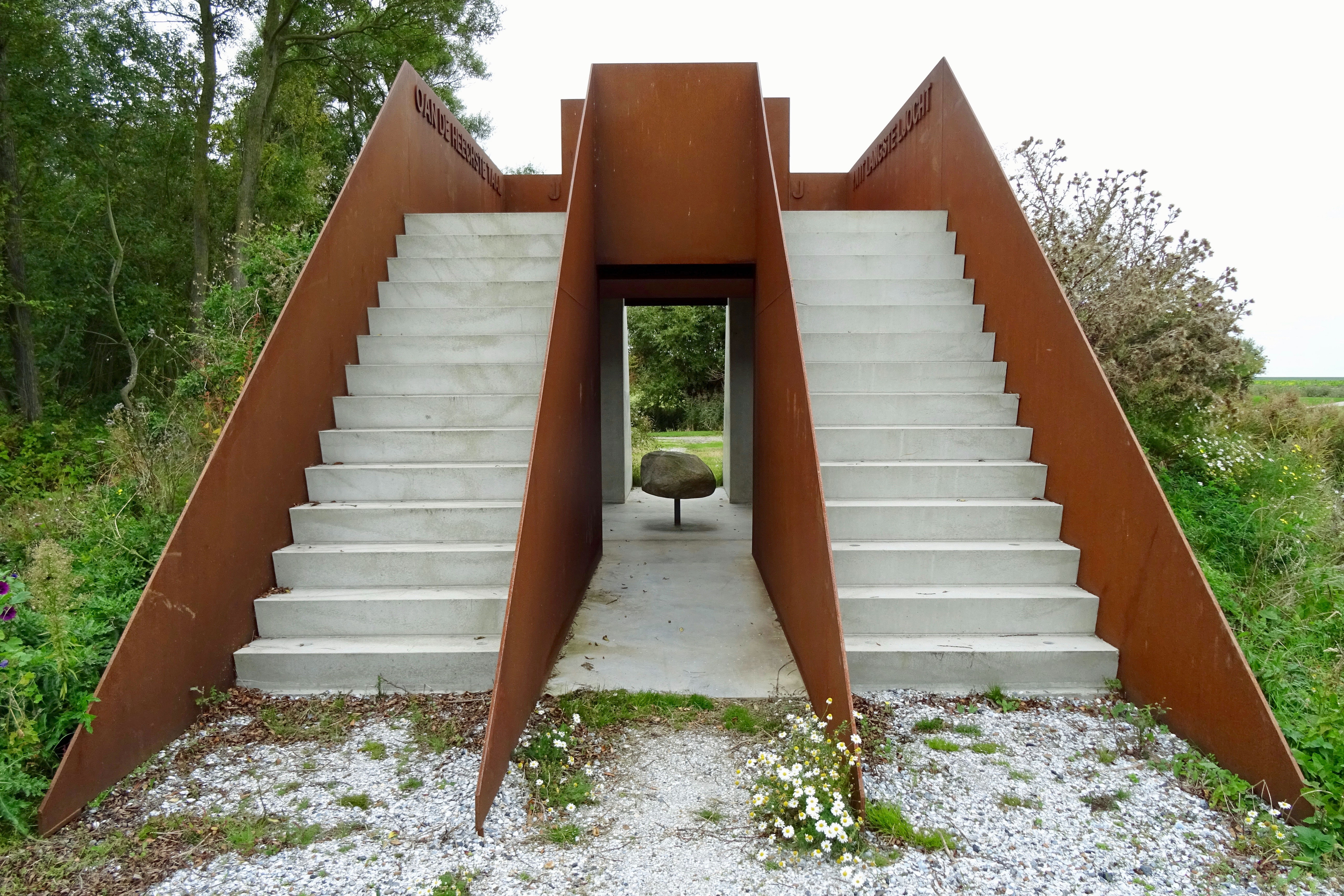
Uitkijktoren bij het Dorpsbos